# 方阿陶法环礁

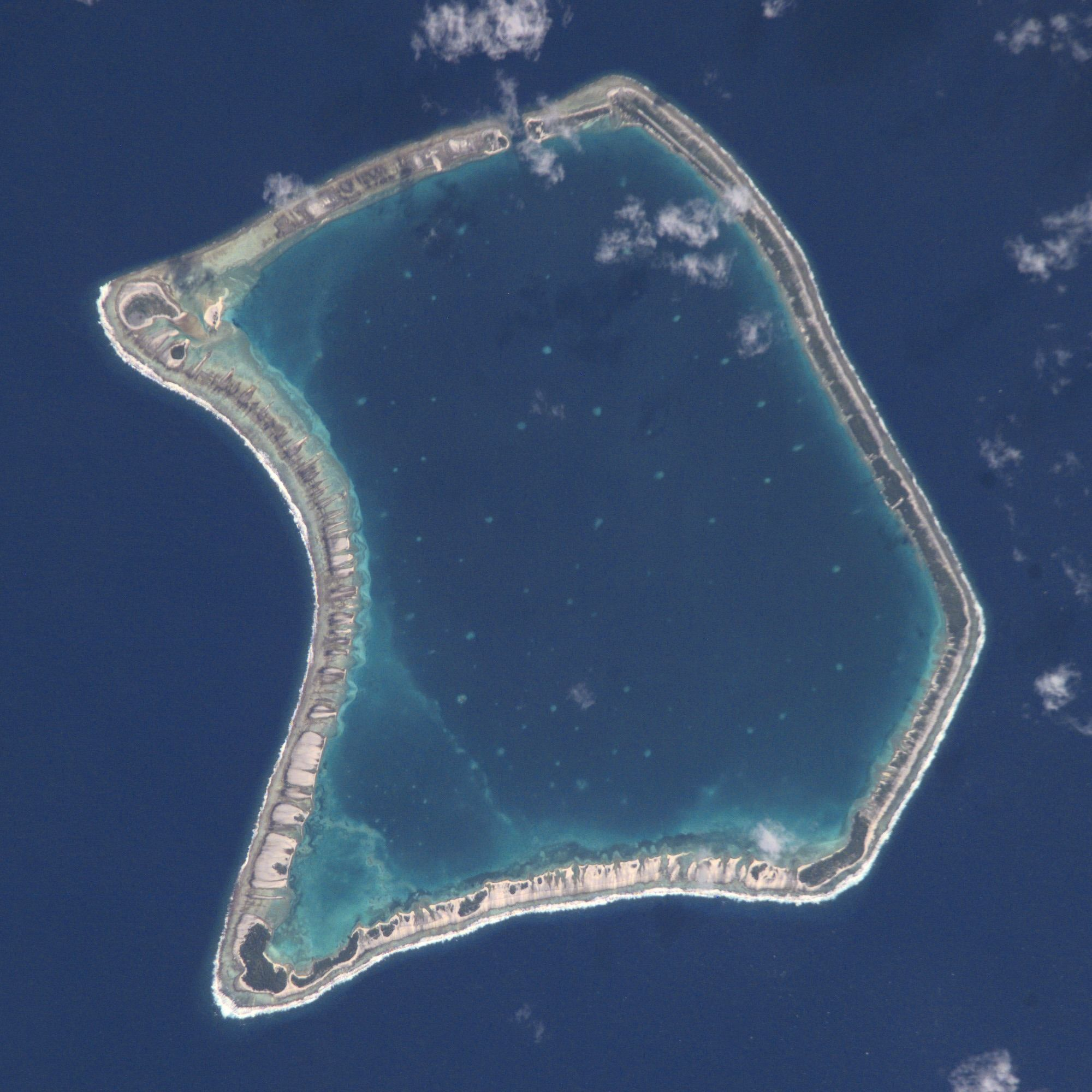
方阿陶法环礁卫星图

方阿陶法环礁（Fangataufa 或 Fangatafoa）是法屬玻里尼西亞土阿莫土群岛东部的一个无人居住的珊瑚环礁，曾由图雷亚市镇管辖，自1964年起归法国政府管辖。1966年-1996年，法国政府将其用作核试验场。该环礁上共进行了4次大气核爆炸和10次地下核爆炸。
要进入该环礁中央的泻湖，需通过位于环礁最北端西南0.8千米处的通道。该通道宽约60米，疏浚深度6.5米。泻湖东北部有一个12米长的码头，水深2.5米；另一个码头长50米，水深5米。
在珊瑚礁东北海岸有一个废弃的飞机场，可起降中型运输机。
方阿陶法环礁被归类为公共军事区，其范围包括环礁以内，以及被海峡两岸的暗礁所连接的闭合点连线所包围的地区，没有得到允许禁止入内。

## 老人星计划
方阿陶法环礁是法国第一个两阶段热核试验场所，项目代号老人星计划，在1968年8月24日引爆，核爆炸产生的能量高达2.6百万吨。珊瑚礁也是其它三个太空核试验及多个地下核试验场所。今天方阿陶法环礁是一个擁有多种鸟类的野生动物保护区。